# Walther Neuhoff
Walther Neuhoff (* 12. Februar 1891; † 20. Januar 1971 in Rellingen) war ein deutscher Mykologe.
Sein botanisch-mykologisches Autorenkürzel lautet „Neuhoff“.
Neuhoff besuchte das Seminar in Löbau und studierte in Berlin und in Königsberg, wo er ab 1911 als Volksschullehrer tätig war. Nach 1945 lebte Neuhoff in Rellingen. Seine Frau Ella Neuhoff war eine bekannte Illustratorin und hat zahlreiche Abbildungen zu Neuhoffs Arbeiten beigetragen.
Neben seinem Beruf beschäftigte sich Neuhoff mit der Pflanzenwelt Ostpreußens. So vollendete er unter anderem „Abromeits Flora von Ost- und Westpreußen“. Durch Eugen Gramberg, seinem späteren Schwiegervater, wurde er in die Mykologie eingeführt und schrieb eine Dissertation, mit der er an der Universität Königsberg promoviert wurde. Thema der Arbeit war „Zytologie und systematische Stellung der Auriculariaceen und Tremellaceen“. 1936 brachte er eine Bearbeitung der Gallertpilze Schwedens heraus.
Es folgte 1933 eine „Übersicht der Hymenomyceten Ostpreußens“. Neuhoffs Forschungen konzentrierten sich danach auf die Gattung Lactarius, die er für die Serie „Die Pilze Mitteleuropas“ (1937–1943) bearbeitete. 1956 veröffentlichte Neuhoff sein großes Werk über die Milchlinge, das für die Lactarius-Forschung bis heute eine wichtige Grundlage bildet.
Eine weitere Pilzgruppe, mit der sich Neuhoff beschäftigte, sind die Ritterlinge. Außerdem hat er mehrere Arbeiten über die Ökologie und Soziologie von Pilzen veröffentlicht, so über die Pilzvegetation des Zehlau-Hochmoores, einem der ersten Total-Naturschutzgebiete Ostpreußens (1922), der Grenzmark Posen-Westpreußen (1928) und der holsteinischen Viehweiden (1949 bis 1950).

## Schriften
- (1936): Die Gallertpilze Schwedens : (Tremellaceae, Dacrymycetaceae, Tulasnellaceae, Auriculariaceae). 57 S., 8 Bl. Stockholm : Almqvist
- (1935–1943). Die Gallertpilze (Tremellineae). In: Die Pilze Mitteleuropas. 148 S., 21 Taf. Leipzig : Klinkhardt
- (1937): Die Milchlinge (Lactarii). In: Die Pilze Mitteleuropas. 68 S. : 17 Taf. von Ella Neuhoff. Leipzig : Klinkhardt